# Glenne Headly
Pour les articles homonymes, voir Headly.
Glenne Headly est une actrice américaine, née le 13 mars 1955 à New London, dans le Connecticut, et morte le 8 juin 2017 à Santa Monica, en Californie.

## Biographie

### Débuts
Glenne Headly est née le 13 mars 1955 à New London, dans le Connecticut, aux États-Unis. Elle est membre de Mensa et parle français et espagnol. Elle est aussi membre du Steppenwolf Theatre Company de 1979 à 2005.

### Carrière
Glenne Headly commence sa carrière en 1981 avec Georgia d'Arthur Penn, mais c'est en 1988 qu’elle obtient un rôle de premier plan dans Le Plus Escroc des deux, partageant la vedette avec Steve Martin et Michael Caine. Elle retrouvera Martin huit ans plus tard pour le film Sergent Bilko. Elle apparaît dans de nombreux films comme Dick Tracy, en incarnant la petite amie du héros, Professeur Holland, pour lequel elle a étudié la langue des signes américaine, et Journal intime d'une future star.
À la télévision, Headly a obtenu un rôle récurrent, celui du docteur Abby Keaton dans Urgences, de 1996 à 1997, suivi des séries Encore! Encore! et de Monk, en incarnant la femme du capitaine Stottlemeyer, de 2003 à 2006. Elle fut nommée deux fois aux Emmy Awards, pour sa prestation dans les téléfilms Lonesome Dove (1989) et Bastard Out of Carolina (1996)
En décembre 2001, au théâtre, elle joue dans plusieurs pièces, dont The Guys, avec David Hyde Pierce.
Elle a également participé aux séries Grey's Anatomy et Les Experts.

### Décès
Glenne Headly meurt des complications d'une embolie pulmonaire, le 8 juin 2017 à Santa Monica, en Californie, aux États-Unis,.

### Vie personnelle
De 1982 à 1988, Glenne Headly est l'épouse de John Malkovich. En 1993, elle épouse Byron McCulloch, avec qui elle a eu un enfant.

## Filmographie

### Longs métrages
- 1981 : Georgia (Four Friends), d'Arthur Penn : Lola
- 1983 : Doctor Detroit, de Michael Pressman : Miss Debbylike
- 1985 : Une bringue d'enfer (Fandango), de Kevin Reynolds : Trelis, la femme de Truman
- 1985 : La Rose pourpre du Caire (The Purple Rose of Cairo), de Woody Allen : une prostituée
- 1985 : Eleni, de Peter Yates : Joan
- 1986 : Le Pouvoir de l'argent (Seize the Day), de Fielder Cook : Olive
- 1987 : Et la femme créa l'homme parfait (Making Mr. Right), de Susan Seidelman : Trish
- 1987 : Nadine, de Robert Benton : Renée Lomax
- 1988 : Un Anglais à New York (Stars and Bars) de Pat O'Connor : Cora Gage
- 1988 : Paperhouse de Bernard Rose : Kate Madden
- 1988 : Le Plus Escroc des deux (Dirty Rotten Scoundrels) : Janet Colgate
- 1990 : Dick Tracy, de Warren Beatty : Tess Trueheart
- 1991 : Pensées mortelles (Mortal Thoughts), d'Alan Rudolph : Joyce Urbanski
- 1991 : Grand Isle : Adele Ratignolle
- 1993 : Ordinary Magic : Charlotte
- 1994 : Rend la monnaie, papa (Getting Even with Dad) : Détective Theresa Walsh
- 1995 : Professeur Holland (Mr. Holland's Opus) : Iris Holland
- 1996 : Sergent Bilko (Sgt. Bilko) : Rita Robbins
- 1996 : Bastard Out of Carolina : Aunt Ruth
- 1996 : Deux Jours à Los Angeles (2 Days in the Valley) : Susan Parish
- 1998 : The X-Files, le film (The X Files) de Rob S. Bowman : barmaid
- 1998 : Babe, le cochon dans la ville (Babe: Pig in the City), de George Miller : Zootie (voix)
- 1999 : Breakfast of Champions : Francine Pefko
- 2000 : Time Code (Timecode) : Dava Adair, la thérapeute
- 2001 : Bartleby : Vivian
- 2001 : Escrocs (What's the Worst That Could Happen?) : Gloria Sidell
- 2004 : Le Journal intime d'une future star (Confessions of a Teenage Drama Queen) : Karen
- 2004 : Folles Funérailles (Eulogy) : Samantha
- 2004 : De pères en fils (Around the Bend) : Katrina
- 2005 : The Moguls : Helen Tatelbaum
- 2006 : Comeback Season : Deborah Pearce
- 2006 : Un nom pour un autre de Mira Nair
- 2006 : Raising Flagg : Anne Marie Purdy
- 2008 : Kit Kittredge, journaliste en herbe (Kit Kittredge: An American Girl), de Patricia Rozema : Louise Howard
- 2009 : La Famille Jones (The Joneses) : Summer
- 2013 : Don Jon : Angela Martello
- 2017 : The Circle de James Ponsoldt : Bonnie Holland
- 2018 : Making Babies

### Téléfilms
- 1983 : Say Goodnight, Gracie de Patterson Denny et Austin Pendleton
- 1993 : Les Soldats de l'espérance (And the Band Played On) : Dr Mary Guinan
- 1997 : Pronto : Joyce Patton
- 1998 : My Own Country : Vickie Talley
- 1998 : Winchell : Dallas Wayne
- 2000 : La Musique du cœur (The Sandy Bottom Orchestra) : Ingrid Green
- 2001 : On Golden Pond (TV) : Chelsea Thayer Wayne
- 2002 : Women vs. Men : Brita
- 2002 : The 'Burbs
- 2016 : The Night Of : Alison Crowe

### Séries télévisées
- 1989 : Lonesome Dove (feuilleton TV) : Elmira
- 1996-1997 : Urgences (ER) : Dr Abby Keaton
- 1998 : Encore! Encore! (série télévisée) : Francesca Pinoni
- 2001 : Affaires de femmes ("A Girl Thing") (feuilleton TV) : Helen McCormack
- 2003-2006 : Monk : Karen Stottlemeyer
- 2005 : New York, unité spéciale (saison 6, épisode 19) : avocate Simone Bryce
- 2008 : Grey's Anatomy : Elizabeth Archer
- 2008 : Les Experts (CSI : Crime Scene Investigation) : Viviana Conway
- 2012 : Psych : Enquêteur malgré lui: Un crime peut en cacher un autre (saison 6, épisode 14) :  Grace Larson
- 2017 : Future Man : Diane Futturman